# United States Battleship Division Nine
La Nona Divisione Navi da Battaglia degli Stati Uniti, in inglese United States Battleship Division Nine, fu una divisione di navi da battaglia tipo dreadnought della Marina degli Stati Uniti d'America, facente parte della Flotta dell'Atlantico e che costituì il contributo statunitense alla Grand Fleet britannica durante la prima guerra mondiale. Anche se gli Stati Uniti entrarono in guerra il 6 aprile 1917, una certa esitazione tra gli ufficiali anziani della Marina nel dividere la flotta del paese prevenne il rapido dispiegamento nella zona di guerra di qualsiasi unità maggiore. A seguito di una diretta richiesta dell'ammiragliato britannico e di una serie di riunioni, gli Americani cambiarono idea e la Nona Divisione Corazzate si unì alla Grand Fleet il 7 dicembre 1917, all'interno della quale servì come Sesta Squadra da Battaglia.
Fecero inizialmente parte della divisione le quattro corazzate New York, Delaware, Florida e Wyoming; nel 1918 fu aggiunta la Texas, e nell'aprile dello stesso anno la Delaware fu sostituita dall'Arkansas.

## Navi della Nona Divisione Corazzate

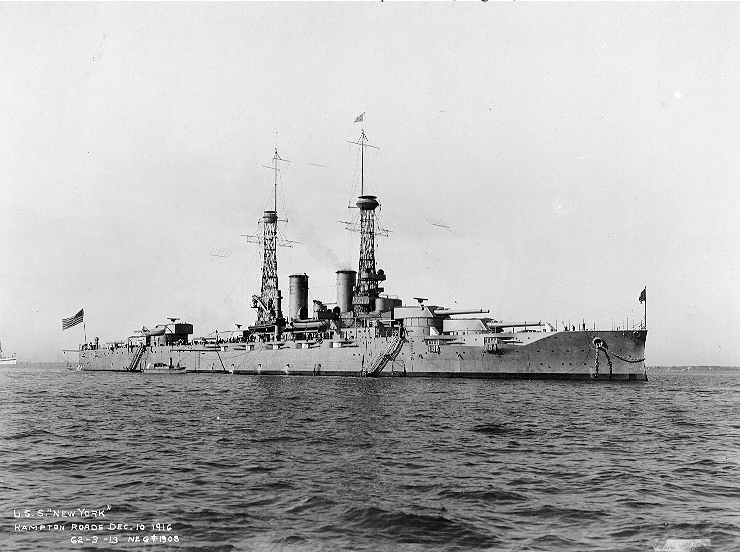
USS New York
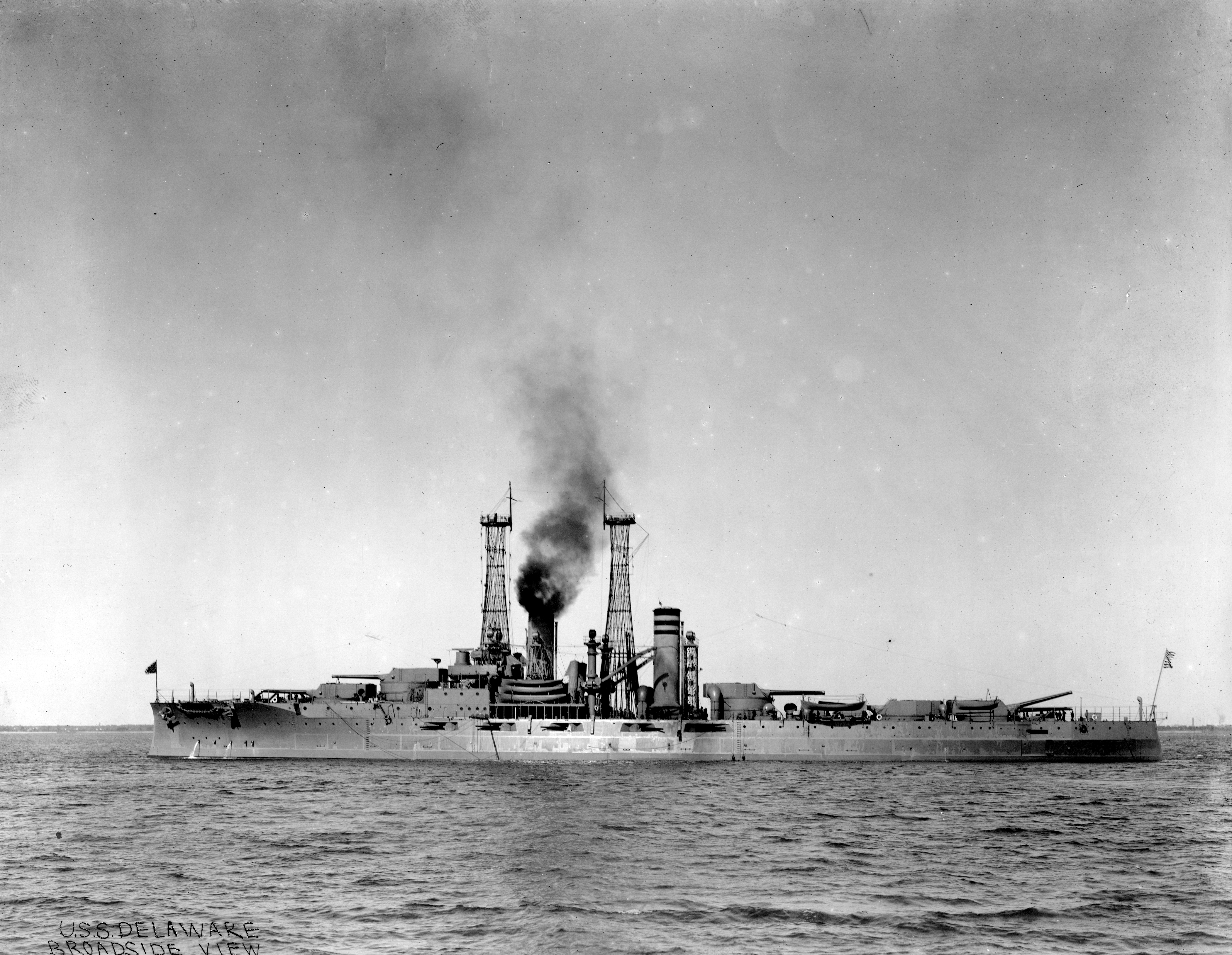
USS Delaware
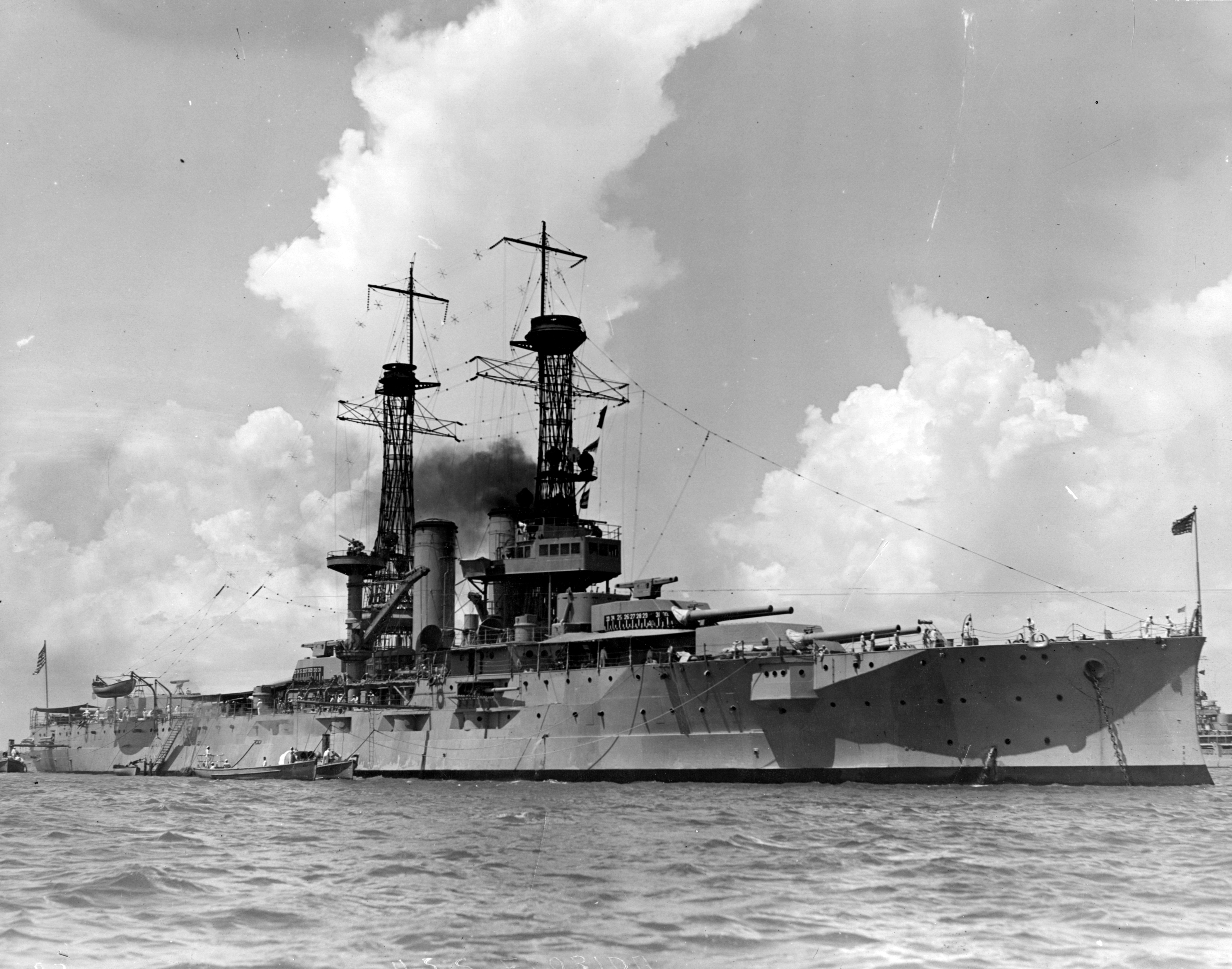
USS Florida
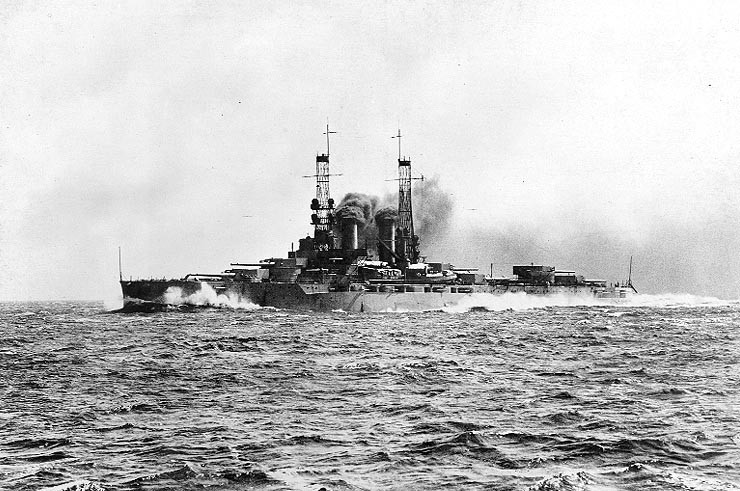
USS Wyoming
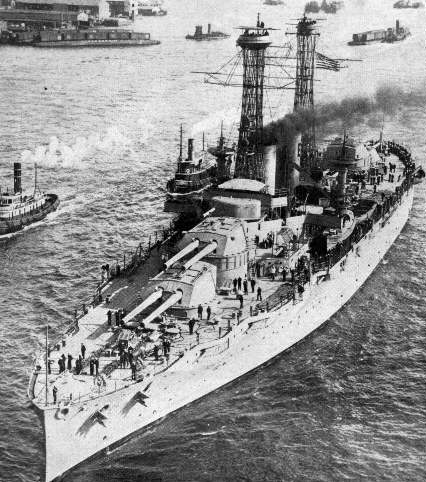
USS Texas